# Fostul han din Măcin
Fostul han din Măcin este un monument istoric aflat pe teritoriul orașului Măcin.